# Testaferro
El término testaferro se usa en la literatura, en las leyes y en la psicología para señalar a la persona que suplanta, encubre o se disfraza legalmente, prestando su nombre e identidad, firma o bien su personería, ya sea física o jurídicamente, emulando el papel social de la persona mandante a la que en el fondo representa. 
Esta palabra significa literalmente «cabeza de hierro» en italiano, en gallego y en catalán (testa = cabeza y ferro = hierro).
En términos políticos y económicos, se describe a aquellas personas que suplantan a otras en negocios fraudulentos de tal modo que a pesar de la suplantación estas personas encubiertas no dejan de percibir beneficios del fraude.
En términos legales, un testaferro o un mandatario con representación, es decir, el testaferro recibe poderes a una tercera persona para que ejerza en su nombre. En este caso concreto, se habla de una simulación, pero no significa que sea un acto ilícito. Será un acto ilícito cuando dicha simulación ocasione un daño a un tercero o el negocio tenga un fin ilícito. Un claro ejemplo será si el negocio se dedicase al narcotráfico o al blanqueo de dinero. Es importante destacar que, según la legislación de la mayoría de los países, el testaferro es una figura que no está prohibida, lo cual no significa que puedan estar implicados en delitos como cualquier otra persona.
En la prensa o en Internet es posible encontrar personas que ofrecen sus servicios como testaferro para diferentes figuras financieras, ya que en algunos países, como España o Uruguay, no es considerada una figura ilegal.
En términos de psicología, testaferro es aquella persona que, según las circunstancias, adopta o cambia su papel o personalidad por la de otras personas según su propia conveniencia, también es el término usado cuando se trata de encubrir una situación o conducta inaceptable disfrazándola con una postura diferente.
En términos sociales, la palabra testaferro sirve para señalar de modo peyorativo a aquellas personas que se prestan como títeres de otras, manipuladas para que sean ellas las que sean la cara visible y reciban las consecuencias de sus acciones en vez de quien las genera realmente.
Se cree que el término surgió en el siglo XVI. El Ducado de Saboya había sido arrebatado a Carlos III de Saboya, y ocupado territorialmente por el Rey de Francia, Francisco I. Pero en lugar de quitarle el trono, el monarca galo decidió mantener a Carlos III en su cargo, quitándole todo poder decisorio. El monarca desempeñó su papel durante más de 15 años hasta que le sucedió su hijo, Manuel Filiberto cuando era solo un bebé. Mientras creció, el joven Filiberto emuló a su padre, siendo el hombre de paja del Rey de Francia; cuando creció, gracias a su carácter fuerte, fue recuperando el poder del ducado. Entre sus súbditos se le conocía como «testa di ferro» cabeza de hierro o lo que en España se llama cabezota. Con el tiempo, el término fue perdiendo este significado y pasó a designar precisamente lo contrario: a la persona que se deja manejar por otra.

## Sociedad interpuesta o sociedad instrumental
Las empresas interpuestas, sociedades instrumentales, sociedades interpuestas, sociedades pantalla, empresas de cartón o empresas fantasmas si no tienen ninguna actividad, en economía, negocios e impuestos, son aquellas sociedades que se crean con el objetivo de eludir impuestos, evasión fiscal y corrupción bancaria. Las grandes corporaciones y grupos empresariales actúan, en ocasiones, con empresas instrumentales en paraísos fiscales.
La sociedad instrumental, dependiendo del contexto y país, puede ser legal y se constituye generalmente con un pequeño Capital social para cubrir un objetivo fiduciario de limitación de responsabilidad.